# Districtul Kapuvár
Kapuvár (în maghiară Kapuvári járás) este un district în județul Győr-Moson-Sopron, Ungaria.
Districtul are o suprafață de 372,14 km2 și o populație de 23.705 locuitori (2013).